# 疏齿茶
疏齿茶（学名：Camellia remotiserrata）是山茶科山茶属的植物。分布于中国大陆的云南等地，生长于海拔1,100米的地区，一般生长在疏林中，目前尚未由人工引种栽培。